# Theronia viridis
Theronia viridis är en stekelart som beskrevs av Gupta 1962. Theronia viridis ingår i släktet Theronia och familjen brokparasitsteklar. Inga underarter finns listade i Catalogue of Life.